# Boogschieten op de Paralympische Zomerspelen 2024
Op de XVIIe Paralympische Zomerspelen, die in 2024 worden gehouden in Parijs, Frankrijk, is Boogschieten een van de 23 sporten die worden beoefend, op de Esplanade des Invalides in het 7e arrondissement van Parijs, van 29 augustus tot en met 5 september. Er zullen negen evenementen zijn, zowel voor mannen als vrouwen zijn er drie individuele evenementen en drie gemengde team evenementen. 

## Medaillespiegel
| Plaats | Land             | NPC | Goud | Zilver | Brons | Totaal |
| 1      | China            | CHN | 3    | 3      | 2     | 8      |
| 2      | Verenigde Staten | USA | 2    | 0      | 0     | 2      |
| 3      | Turkije          | TUR | 1    | 1      | 0     | 2      |
| 4      | Italië           | ITA | 1    | 0      | 2     | 3      |
| 5      | Groot-Brittannië | GBR | 1    | 0      | 1     | 2      |
| 5      | India            | IND | 1    | 0      | 1     | 2      |
| 7      | Tsjechië         | CZE | 0    | 2      | 1     | 3      |
| 7      | Iran             | IRI | 0    | 2      | 1     | 3      |
| 9      | Polen            | POL | 0    | 1      | 0     | 1      |
| 10     | Slovenië         | SLO | 0    | 0      | 1     | 1      |

## Uitslaggen

### Teams
| onderdeel | Goud                                          | Ptn. | Zilver                                   | Ptn. | Brons                             | Ptn. |
| --------- | --------------------------------------------- | ---- | ---------------------------------------- | ---- | --------------------------------- | ---- |
| W1        | ChinaChen Minyi Zhang Tianxin                 | 147  | TsjechiëDavid Drahonínský Šárka Musilová | 143  | ItaliëDaila Dameno Paolo Tonon    | 134  |
| recurve   | ItaliëElisabetta Mijno Stefano Travisani      | 1268 | TurkijeMerve Nur Eroğlu Sadık Savaş      | 1266 | SloveniëŽiva Lavrinc Dejan Fabčič | 1227 |
| compound  | Groot-BrittanniëJodie Grinham Nathan MacQueen | 155  | IranFatemeh Hemmati Hadi Nori            | 151  | IndiaRakesh Kumar Sheetal Devi    | 156  |

### Individueel
| mannen   | mannen | mannen          | mannen | mannen        | mannen | mannen              | mannen |
| Klasse   | Ptn.   | Goud            | Goud   | Zilver        | Zilver | Brons               | Brons  |
| -------- | ------ | --------------- | ------ | ------------- | ------ | ------------------- | ------ |
| Compound | 149    | Matt Stutzman   | USA    | Ai Xinliang   | CHN    | He Zihao            | CHN    |
| Recurve  | 652 PR | Harvinder Singh | IND    | Łukasz Ciszek | POL    | Mohammad Reza Ameri | IRI    |
| W1       | 134    | Jason Tabansky  | USA    | Han Guifei    | CHN    | Zhang Tianxin       | CHN    |

| vrouwen  | vrouwen | vrouwen    | vrouwen | vrouwen         | vrouwen | vrouwen           | vrouwen |
| Klasse   | Ptn.    | Goud       | Goud    | Zilver          | Zilver  | Brons             | Brons   |
| -------- | ------- | ---------- | ------- | --------------- | ------- | ----------------- | ------- |
| Compound | 144     | Öznur Cüre | TUR     | Fatemeh Hemmati | IRI     | Jodie Grinham     | GBR     |
| Recurve  | 641     | Wu Chunyan | CHN     | Wu Yang         | CHN     | Elisabetta Mijno  | ITA     |
| W1       | 136     | Chen Minyi | CHN     | Šárka Musilová  | CZE     | Tereza Brandtlová | CZE     |